# مدولوبلاستوما
مدولوبلاستوما متداول ترین نوع ابتدایی سرطان مغز در کودکان است. از ناحیه ای از مغز که به طرف عقب و پایین ، در بستر جمجمه، در مخچه یا حفره خلفی است، سرچشمه می گیرد. 
مغز به دو قسمت اصلی تقسیم شده است، بخش بزرگتر مخ در بالا و بخش کوچکتر مخچه در پایین به سمت عقب است. آنها توسط غشایی که تنتور (چادرینه مخچه) نامیده میشود جدا می شوند . بنابراین تومورهایی که از مخچه یا ناحیه اطراف آن در پایین تنتور سرچشمه می گیرند ، زیربنایی ( تومورهایی که در زیر پرده تنتوریال قرار گرفته باشند) نامیده می شوند .
از جنبه تاریخی مدولوبلاستوما به عنوان یک تومور نوروکتودرمال اولیه (PNET) طبقه بندی می شود ، اما اکنون اشکار شده است که مدولوبلاستوما از PNET‌های فوق تشکیل است (تومور‌های روی پرده تنتوریال) و آنها دیگر موجوداتی یکسان و مشابه به حساب نمی‌ایند. 
مدولوبلاستوما تومورهای تهاجمی هستند که به سرعت رشد می کنند و برخلاف بیشتر تومورهای مغزی ، به واسطه ی مایع مغزی نخاعی پخش می شوند و بارها در نقاط مختلف سطح مغز و نخاع متاستاز می کنند. متاستاز تا انتهای قسمت دم اسب که در پایه نخاع است و "متاستاز قطره" نامیده میشود.
میزان بقای نسبی تجمعی برای همه گروه‌های سنی و پیگیری بافت شناسی به ترتیب ۶۰٪، ۵۲٪ و ۴۷٪ در ۵ سال ، ۱۰ سال و ۲۰ سال بود ، با عملکرد بهتر کودکان نسبت به بزرگسالان. 

## علائم و نشانه‌ها
علامت‌ها و نشانه‌ها بیشتر به علت افزایش ثانویه فشار داخل جمجمه به خاطر انسداد بطن چهارم است و تومورها معمولاً به مدت ۱ تا ۵ ماه قبل از تشخیص وجود دارند. کودک به طور معمول بی حال می شود ، با موارد مکرر استفراغ ، و سردرد صبحگاهی ، که ممکن است منجر به تشخیص نادرست بیماری گوارشی یا میگرن شود .  سپس به زودی کودک مبتلا به یک تلو تلو خوردن، آتاکسی تنه ، زمین خوردن‌های مکرر ، دوبینی ، پاپیلما و فلج عصب ششم جمجه شود .سرگیجه موضعی و نیستاگموس نیز تکرار می شوند و احتمال دارد افت حسی صورت یا ضعف حرکتی وجود داشته باشد. حمله‌های پوسیدگی در اواخر بیماری ظاهر می شود.
متاستاز خارج عصبی برای بقیه بدن کمیاب است و وقتی رخ می دهد، در حال عودکردن و برگشتن است ، بیشتر در دوره قبل از روال شیمی درمانی معمول است.

## بیماری زایی

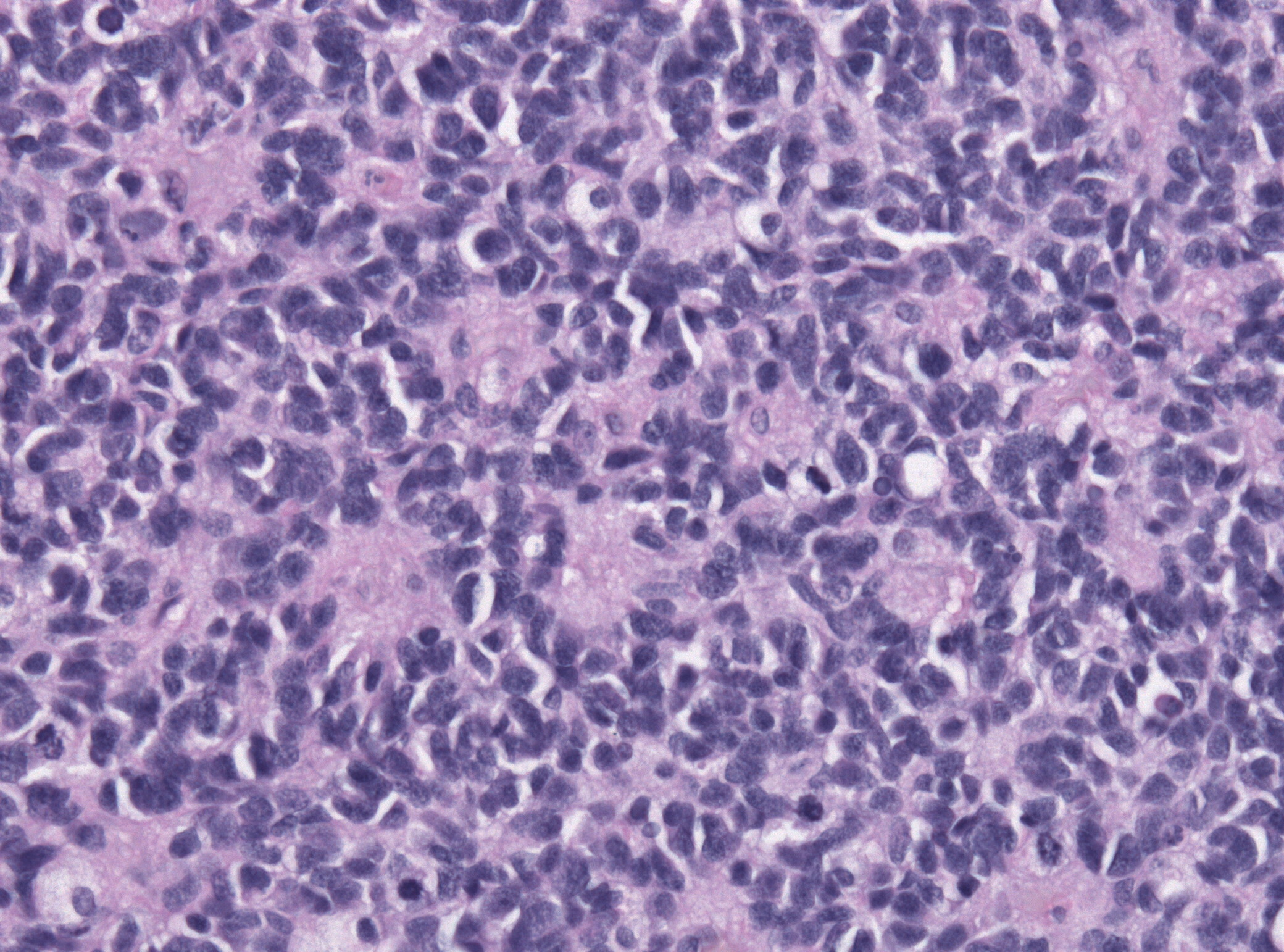
‌تصویری از سلول های سرطانی

مدولوبلاستوما معمولاً در مجاورت بطن چهارم ، بین ساقه مغز و مخچه دیده میشود. تومورهایی با ظاهر و خصوصیت‌های یکسان از قسمت‌های دیگر مغز نشات می گیرند ، اما با مدولوبلاستوما مشابه نیستند. 
اگرچه تصور می شود که مدولوبلاستوما از سلول‌های نابالغ یا جنینی در اولین مرحله رشد خود اغاز می شوند ، سلول مبدا به زیر گروه مدولوبلاستوما بستگی دارد. تومورهای WNT از قسمت بخش پایین لب لوزی ساقه مغز سرچشمه می گیرند، در حالی که تومورهای SHH از لایه دانه دار خارجی (بخشی از قشر مغز ) سرچشمه می گیرند.
در حال حاضر ، تصور می شود که مدولوبلاستوما از سلول‌های بنیادی مخچه ای بوجود می آیند که از تقسیم و تمایز آن‌ها به سلول‌های طبیعی پیش گیری شده است. این موارد مربوط به انواع بافت شناسی است که در نمونه برداری مشاهده می شوند. هر دو سازند شبه اطراف عروقی و تشکیل شبه هومر رایت نشانه‌های عالی مدولوبلاستوما هستند و در نیمی از موارد دیده می شوند. انشعاب کلاسیک با سلول‌های توموری در اطراف لومن (مجرا) مرکزی دیده می شود. 
در گذشته ، مدولوبلاستوما با استفاده از بافت شناسی طبقه بندی میشد ، اما مطالعات اخیر ژنومی یکپارچه اشکار کرده اند که مدولوبلاستوما از چهار نوع متمایز مولکولی و بالینی تشکیل شده از WNT / β-کاتنین ، Sonic Hedgehog ، گروه ۳ و گروه ۴ هستند.  از این زیر گروه‌ها ، بیماران WNT پیش بینی عالی و بیماران گروه ۳ پیش بینی ضعیف دارند. علاوه بر آن ، یک اتصال جایگزین خاص برای زیر گروه بیشتر ،وجود زیرگروه‌های مجزا را تأیید می کند و ناهمگنی رونویسی بین زیر گروه‌ها را برجسته می کند.  تقویت مسیر Sonic Hedgehog بهترین زیر گروه است که 25٪ از تومورهای انسانی در ژن‌های Patched ، Sufu (مهارکننده فیوز همولوگ) ، Smoothened یا ژن‌های دیگر در این مسیر جهش دارند.   مدولوبلاستوما همچنین در سندرم گورلین و سندرم تورکوت دیده می شود. جهش‌های تکرار شونده در ژن‌های CTNNB1، PTCH1 ، MLL2 ، SMARCA4 ، DDX3X ، CTDNEP1 ، KDM6A و TBR1 در افراد مبتلا به مدولوبلاستوما مشخص شد.  مسیرهای اضافی در برخی از مدولوبلاستوما شامل مسیرهای سیگنالینگ MYC ، Notch ، BMP و TGF-β منقطع هستند.       

## تشخیص
تومور در T2- و T2- سنگین MRI با افزایش ناهمگن و یک موقعیت معمول در مجاورت و گسترش به بطن چهارم متمایز است. از نظر بافت شناسی ، تومور جامد ، به رنگ صورتی-خاکستری است و به خوبی مشخص شده است. تومور بسیار سلولی است ، با فعالیت میتوزی بالا ، سیتوپلاسم کم و گرایش به تشکیل خوشه و انشعاب دارد.
برای تشخیص دادن از سیستم مرحله بندی چانگ میتوان استفاده کرد  .

تشخیص درست مدولوبلاستوما امکان دارد خواستار نپذیرفتن تومور رابدوئید تراتوئید غیر معمولی باشد. 

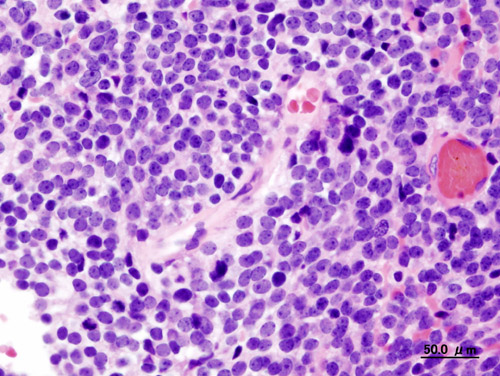
مدولوبلاستوما مخچه ای در بزرگسالان
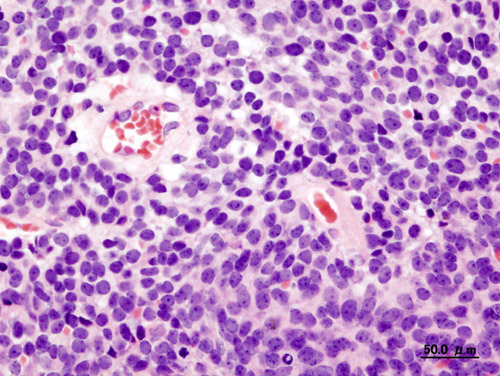
مدولوبلاستوما مخچه ای در بزرگسالان

## رفتار
درمان با برداشتن حداکثر تومور از طریق جراحی (برداشت) آغاز می شود. افزایش اشعه به تمام نوراکسی و شیمی درمانی ممکن است بقای فاقد بیماری (DFS)را افزایش دهد. بعضی از مدارک نشان می دهند که تابش پرتوی پروتون باعث کم شدن اثر تابش در ناحیه حلزون گوش و قلب و عروق می شود و تاثیرات نهایی سازنده تابش جمجمه را کاهش می دهد.   این ترکیب ممکن است در بیشتر از ۸۰٪ موارد موجب بقای ۵ ساله شود. وجود خصوصیت‌های دسموپلاستیک مانند تشکیل بافت همبند پیش بینی بهتری را ارائه می دهند. اگر کودک کمتر از ۳ سال داشته باشد ، درجه برداشتن کافی نباشد یا هرگونه گسترش CSF ، ستون فقرات ، سوپراستنتورال یا سیستمیک رخ دهد ، پیش بینی بدتر است. زوال عقل (جنون) بعد از پرتودرمانی و شیمی درمانی نتیجه رایجی است که دو تا چهار سال بعد از درمان پدیدار می شود. عوارض جانبی ناشی از پرتودرمانی می توانند شامل اختلال شناختی ، بیماری روانی ، کاهش رشد استخوان ، کاهش شنوایی و اختلال غدد درون ریز باشند.   افزایش فشار داخل جمجمه میتواند با کورتیکواستروئیدها یا شنت بطنی- حفره ای کنترل شود .

### شیمی درمانی
شیمی درمانی بیشتر به عنوان قسمتی از درمان استفاده می شود. دلایل مفید ، از سال ۲۰۱۳ واضح نیست.  چند رژیم شیمی درمانی مختلف برای مدولوبلاستوما استفاده می شوند. بیشترین عبارتند از ترکیبی از لوموستین ، سیس پلاتین ، کربوپلاتین ، وین کریستین ، و یا سیکلوفسفامید . در بیماران جوان (کمتر از ۳-۴ سال) ، شیمی درمانی می تواند نیاز به رادیوتراپی را به تأخیر بیندازد ، یا در برخی موارد حتی امکان دارد ان را از بین ببرد. به هر حال ، هر دو شیمی درمانی و رادیوتراپی بیشتر دارای تاثیرات مسمومیت طولانی مدت هستند ، شامل تأخیر در رشد جسمی و شناختی ، خطر بالاتر سرطان‌های ثانویه و افزایش خطرات بیماری‌های قلبی است.  

## عواقب
کاریوتایپینگ مبتنی بر آرایه (به مجموعه واقعی کروموزوم‌های مورد بررسی هر انسان اشاره دارد) از ۲۶۰ مدولوبلاستوما منجر به ایجاد زیرگروه‌های بالینی زیر بر اساس مشخصات سیتوژنتیک می شود: 
- پیش آگهی ضعیف: افزایش ۶q یا تقویت MYC یا MYCN
- متوسط: سود ۱۷q یا i (۱۷q) بدون سود ۶q یا تقویت MYC یا MYCN
- پیش آگهی عالی: حذف ۶q و ۱۷q متعادل یا ۶q

ارائه سازی رونویسی وجود چهار زیر گروه اصلی (Wnt ، Shh ، گروه ۳و گروه ۴) را نشان می دهد. 
- پیش آگهی بسیار خوب: گروه WNT ، جهش CTNNB ۱
- پیش آگهی خوب نوزادان ، دیگران متوسط: گروه SHH ، جهش PTCH۱ / SMO / SUFU ، تقویت GLI۲ یا تقویت MYCN
- پیش آگهی ضعیف: گروه ۳ ، تقویت MYC ، گیرنده نوری / بیان ژن GABA
- پیش آگهی متوسط: گروه ۴ ، بیان ژن نورون / گلوتاماترژیک ، تقویت CDK۶ ، تقویت MYCN

### بقا
میزان بقای نسبی تجمعی تاریخی برای همه گروه‌های سنی و پیگیری بافت شناسی به ترتیب ۶۰ ، ۵۲ و ۴۷ درصد در ۵ سال ، ۱۰ سال و ۲۰ سال بود. بیمارانی که با مدولوبلاستوما یا PNET تشخیص داده می شوند ۵۰ برابر بیشتر از یک عضو همتا در جمعیت عمومی هستند. تازهترین میزان بقا ۵ ساله مبنی بر جمعیت (SEER) به طور کلی ۶۹٪ است: ۷۲٪ در کودکان (۱-۹سال) و ۶۷٪ در بزرگسالان (۲۰+ سال). میزان بقای ۲۰ ساله در کودکان ۵۱٪ است. کودکان و بزرگسالان خصوصیات زنده ماندن متفاوتی دارند ، بزرگسالان بعد از سال چهارم پس از تشخیص (بعد از کنترل افزایش میزان مرگ و میر در سابقه) از کودکان بدتر می شوند، قبل از سال چهارم ، احتمال بقا تقریباً مساوی است.  عوارض طولانی مدت درمان استاندارد شامل اختلال عملکرد هیپوتالاموس-هیپوفیز و تیروئید و اختلال فکری است. کمبودهای هورمونی و فکری ایجاد شده توسط این روش‌های درمانی باعث ضعف قابل توجه در بازماندگان می شود. 
در بررسی‌های بالینی فعلی ، بیماران به گروه‌های کم-، استاندارد- و پر خطر تقسیم می شوند:
- بسته به مطالعه ، میزان بهبودی تا ۱۰۰٪ در گروه کم خطر (معمولاً با فعال شدن WNT) حاصل می شود. [۲۰] بنابراین تلاش‌های فعلی در جهت کاهش شدت درمان و در نتیجه عواقب منفی بلند مدت ،ضمن تأیید میزان بالای بهبودی صورت می گیرد.
- در مطالعه HIT-SIOP PNET ۴ ، که در آن۳۴۰ کودک و نوجوان از گروه خطر استاندارد بین چهار تا ۲۱ سال از چندین کشور اروپایی شرکت کردند ، میزان بقای ۵ ساله به نسبت میزان ۸۵ تا ۸۷درصد بود. تصادفی سازی حدود ۷۸٪ از بیماران ۵ سال بدون عود باقی ماندند و بنابراین درمان می شوند. [۲۱] پس از عود ، پیش بینی بسیار ضعیف بود. با وجود درمان فشرده ، تنها ۴ نفر از ۶۶ بیمار ۵ سال پس از عود هنوز زنده بودند. [۲۲]
- یک مطالعه در ایالات متحده بر روی 161 بیمار در سنین ۳ تا ۲۱ سال با خصوصیات پرخطر شرکت کرده است . بسته به تصادفی شدن ، نیمی از بیماران علاوه بر این روزانه در طول تابش ، کاربوپلاتین دریافت می کنند. میزان بقای ۵ ساله بیماران مبتلا به کاربوپلاتین ۸۲٪ ، کسانی که ۶۸٪ نبودند. [۲۳] مطالعه SIOP PNET۵ در حال حاضر در حال انجام است و تا آوریل ۲۰۲۴ ادامه دارد ، در اینجا تلاش می شود نتایج امیدوار کننده با کاربوپلاتین در طول تابش در گروه خطر استاندارد را تأیید کند. [۲۴]

## همه گیر شناسی
هر ساله فقط کمتر از دو نفر به مدولوبلاستوما مبتلا می شود و ۱۰ برابر بیشتر از بزرگسالان بر کودکان اثر میگذارد.  مدولوبلاستوما دومین تومور مغزی شایع در کودکان پس از آستروسیتومای پیلوسیتیک  و شایع ترین تومور بدخیم مغزی در کودکان است که ۱۴.۵٪ تومورهای مغزی تازه تشخیص داده شده را شامل می شود. در بزرگسالان ، مدولوبلاستوما کمیاب است و شامل کمتر از ۲٪ از بدخیمی‌های CNS است. 
میزان موارد جدید مدولوبلاستومای کودکان در مردان (۶۲٪) از زنان (۳۸٪) بیشتر است ، این ویژگی در بزرگسالان دیده نمی‌شود.   مدولوبلاستوما و سایر PNET در کودکان کوچکتر شایع تر از کودکان بزرگتر است . حدود ۴۰٪ بیماران مبتلا به مدولوبلاستوما قبل از پنج سالگی تشخیص داده می شوند ، ۳۱٪ بین ۵ تا ۹ سال هستند ، ۱۸.۳٪ بین ۱۰ تا ۱۴ سال و ۱۲.۷٪ بین ۱۵ تا ۱۹ سال هستند. 

## مدل‌های تحقیق
با استفاده از انتقال ژن آنتی ژن T بزرگ SV۴۰ در سلول‌های پیش ساز عصبی موش‌ها ، یک مدل تومور مغزی ایجاد شد. PNET‌ها از نظر بافت شناسی از همتایان انسانی قابل تشخیص نبودند و برای شناسایی ژن‌های جدید درگیر در سرطان زایی تومور مغزی انسان استفاده شده است.  این مدل برای تأیید p۵3 به عنوان یکی از ژن‌های درگیر در مدولوبلاستومای انسانی مورد استفاده قرار گرفت ، اما از آنجا که تنها حدود ۱۰٪ از تومورهای انسانی جهش در آن ژن را نشان دادند ، می توان از این مدل برای شناسایی سایر شرکای اتصال آنتی ژن SV۴۰ Large T استفاده کرد ، غیر از p۵۳ .  اخیراً ، یک مدل موش از نوع SHH با فرکانس بالا مدولوبلاستوما ، موش هتروزیگوت Patched ۱ برای سرکوبگری مدولوبلاستوما Tis21 (Patched۱ + - / Tis۲۱ KO) تولید شده است.  به نظر می رسد که فرکانس بالای مدولوبلاستوما توسط تنظیم پایین Cxcl۳ ایجاد شود ، زیرا Cxcl۳ ناشی از Tis۲۱ است. به طور مداوم ، درمان با Cxcl۳ به طور کامل از رشد ضایعات مدولوبلاستوما در یک مدل موش از مدولوبلاستوما جلوگیری می کند.  بنابراین ، CXCL۳ یک هدف برای درمان مدولوبلاستوما است.